# Laski Wielkie
Laski Wielkie (deutsch Groß Lasken) ist ein zur Gemeinde Kalinowo (Kallinowen, 1938 bis 1945 Dreimühlen) zählendes Dorf im nordöstlichen Masuren in der polnischen Woiwodschaft Ermland-Masuren, Powiat Ełcki (Kris Lyck).

## Geographische Lage
Das Dorf befindet sich zwölf Kilometer Luftlinie südwestlich der Ortschaft Kalinowo und zehn Kilometer östlich der Kreisstadt Ełk (Lyck) an einer von Sędki (Sentken) nach Sypitki (Sypittken, 1938 bis 1945 Vierbrücken) führenden Nebenstraße. Es liegt am Nordufer des Großen Sellmentsees (polnisch Jezioro Selmęt Wielki).

## Geschichte
1479 wird Groß Lasken erstmals als ein von Lyck durch Binnenwanderung ausgehendes Pflügerdorf (auch Oratzen genannt) erwähnt. Pflügerdörfer erhielten jeweils 15 Hufen zum „Dienst“ (Pflügerdienst). Der Dienst bestand aus der Pflicht, die Äcker staatlicher Vorwerke zu pflügen, zum Heuschlag und zum Einbringen des Heus für das Vorwerk. Darüber hinaus mussten die Pflüger bauliche Leistungen im Vorwerk erbringen. Zusätzlich wurden Naturalabgaben geleistet.
Am 27. Mai 1874 entstand nach einer preußischen Gemeindegebietsreform der Amtsbezirk Pissanitzen (polnisch Pisanica) aus den Landgemeinden Czybulken, Groß Lasken, Kulessen, Loyen, Makoscheyen, Pissanitzen, Ropehlen und Sieden.
1910 hatte Groß Lasken 281 Einwohner.
Aufgrund der Bestimmungen des Versailler Vertrags stimmte die Bevölkerung im Abstimmungsgebiet Allenstein, zu dem Groß Lasken gehörte, am 11. Juli 1920 über die weitere staatliche Zugehörigkeit zu Ostpreußen (und damit zu Deutschland) oder den Anschluss an Polen ab. In Groß Lasken stimmten 220 Einwohner für den Verbleib bei Ostpreußen, auf Polen entfiel keine Stimme.
1930 wurde nach der Umbenennung von Pissanitzen in „Ebenfelde“ von 1926 der nun gleichnamige „Amtsbezirk Ebenfelde“ neugegliedert und umfasst statt der bisherigen acht Landgemeinden nun nur noch die Gemeinden Ebenfelde, Groß Lasken, Kulessen, Loyen, Makoscheyen und Sieden.
1933 waren in Groß Lasken 255 Einwohner verzeichnet, 1939 waren es nur noch 244.
Nach Ende des Zweiten Weltkrieges 1945 fiel das zum Deutschen Reich (Ostpreußen), Kreis Lyck, gehörende Groß Lasken an Polen. Die ansässige deutsche Bevölkerung wurde, soweit sie nicht geflüchtet war, nach 1945 größtenteils vertrieben bzw. ausgesiedelt und neben der angestammten masurischen Minderheit durch Neubürger aus anderen Teilen Polens ersetzt. Der Ort Groß Lasken wurde in der polnischen Übersetzung des historischen Ortsnamens in „Laski Wielkie“ umbenannt.
Von 1975 bis 1998 gehörte Laski Wielkie zur damaligen Woiwodschaft Suwałki, kam dann 1999 zur neu gebildeten Woiwodschaft Ermland-Masuren. Heute ist das Dorf Sitz eines Schulzenamtes (polnisch Sołectwo) und somit eine Ortschaft im Verbund der Gmina Kalinowo.

## Religionen
Bis 1945 war Groß Lasken in die evangelische Kirche Pissanitzen in der Kirchenprovinz Ostpreußen der Kirche der Altpreußischen Union sowie in die römisch-katholische Kirche St. Adalbert in Lyck im Bistum Ermland eingepfarrt.
Heute gehört Laski Wielkie katholischerseits zur Pfarrei in Chełchy (Chelchen, 1938 bis 1945 Kelchendorf) mit der Filialkirche in Sędki (Sentken) im Bistum Ełk der Römisch-katholischen Kirche in Polen. Die evangelischen Einwohner halten sich zur Kirchengemeinde in der Kreisstadt Ełk, einer Filialgemeinde der Pfarrei in Pisz (deutsch Johannisburg) in der Diözese Masuren der Evangelisch-Augsburgischen Kirche in Polen.